# Wolfgang Brodil
Wolfgang Brodil (* 19. Oktober 1963 in Wien) ist ein österreichischer Rechtswissenschaftler.

## Leben
Ab 1969 besuchte Volksschule bei den Schulbrüdern in Wien XVIII und ab 1973 AHS am Schottengymnasium in Wien I. Nach der Matura 1981 mit ausgezeichnetem Erfolg brach er 1985 das Medizinstudium aus Gesundheitsgründen ab. 1986 war er PR-Berater, Activita Public Relations, Wien und begann danach das Jus-Studium. Nach der Sponsion 1990 zum Magister iuris machte er 1991 Gerichtsjahr im Sprengel des OLG Wien und Vertragsassistent am Institut für Bürgerliches, Handels- und Wertpapierrecht der Wirtschaftsuniversität Wien, Christian Nowotny. Ab 1. Oktober 1992 war er ganztägiger Vertragsassistent am Institut für Zivilrecht der Universität Wien bei Rudolf Welser. Nach der Promotion 1993 zum Doktor der Rechtswissenschaften wurde er zum Universitätsassistenten am 1. Juli; ab Dezember dem Institut für Arbeits- und Sozialrecht, Walter Schrammel, dienstzugeteilt, ernannt. 1994 erhielt er den Walther Kastner-Preis. 1999 erhielt er den Preis des akademischen Senates der Universität Wien. Nach der Habilitation 2004 für das Fach Arbeitsrecht und Sozialrecht lehrt er seit 2004 als außerordentlicher Universitätsprofessor. 2005 erhielt er den Leopold-Kunschak-Preis.